# María Giuseppa Guacci
Maria Giuseppa Guacci Nobile (Nápoles, 20 de junio de 1807 – ibídem, 25 de noviembre de 1848) fue una poeta italiana.
Su producción literaria trataba sobre temas patrióticos, morales, y de carácter histórico y estaba estilísticamente adscrita al romanticismo poético.

## Biografía
Primogénita de los cuatro hijos del tipógrafo Giovanni Guacci y de Saveria Tagliaferri, Maria Giuseppa nació en Nápoles el 20 de junio de 1807 y pasó su infancia y su adolescencia en la modesta casa Sargento Mayor, una calle lateral de vía Toledo. Todavía muy joven, se formó en los ideales liberales y patrióticos de la segunda restauración borbónica y fue posteriormente muy activa bajo el reino de Fernando II.
Maria Giuseppa le contó su formación en una carta a Muzzarelli en el 1832: su padre consideraba inútil la educación para sus hijas femeninas, y la niña, que pronto manifestó su predisposición por la poesía, aprendió de forma autodidacta, dedicando su estudio a los librillos de música y de Metastasio, estudiaba las horas por la noche y las que no estaba ocupada haciendo labores domésticas. Con trece años conoció al poeta dialectal Domenico Piccinni, que la alentó a seguir los estudios y le impartió clases privadas, seguido posteriormente del toscano Schmidt. Con la muerte de su padre en el 1831, muchas de las responsabilidades familiares recayeron en sus hombros. Posteriormente, Maria Giuseppa entró en el colegio de Basilio Puoti, consiguiendo un poco de fama. Mientras tanto, en la casa paterna se iba formando una red de visitas intelectuales que se transformaron en forma de "sabatine", reuniones durante las tardes de los fines de semana.
Maria Giuseppa Guacci en el 1832 publica una recopilación de Rime classiciste; en el 1839, en el Foglio settimanale el ensayo Di qual poesia abbisogna il secolo presente..Guacci tuvo un amor secreto con Antonio Ranieri, conociéndolo en la escuela de Puoti, y reencontrándose con él en 1833 a la vuelta a Nápoles ( el testimonio de esta relación clandestina está en un epistolario sentimental). En el 1835 se casa, aunque no esté "enamorada ", con Antonio Noble, astrónomo del Observatorio de Capodimonte y docente de geometría en el Collegio Médico Cerusico, conocido en casa de Carlos Troya. En la nueva casa la poeta pudo dedicarse con más afán a la literatura y retomó el estudio del latín, pero fue más difícil visitar a sus amigos literatos (los Nobile vivían sobre la colina de Capodimonte, bastante lejos del centro de Nápoles, y no poseían un carro propio), además se veía obligada a buscar siempre alguien que la acompañara, no pudiendo, por ser mujer, salir sola.
Con la muerte de Giacomo Leopardi, escribió unos versos en su honor. En el 1836, durante la epidemia de cólera tuvo su primer hijo Arminio y en el 1840 nació Emilia. De esa experiencia que ganó al ser madre escribió el Alfabeto (1841), un manual sobre la educación de los niños. Además, debido a este interés por la infancia y por la educación desde el punto de vista patriótico, escribió la "Sociedad de los asilos infantiles", que trata sobre la fundación de estructuras públicas destinadas a la infancia de las clases menos pudientes. Los años entre el 1843 y el 1845 estuvieron marcados por problemas económicos y decepciones políticas. En el 1847 en Nápoles se llevó a cabo el séptimo Congreso de los Científicos italianos promovido por la Sociedad de Pisa, que influyó Antonio Noble e indirectamente también su mujer. En el 1847 salió la segunda compilación de rimas.
El 1848 fue un año turbulento, y los Nobili, fervientes patrióticos, siguieron con preocupación y esperanza las manifestaciones de la independencia. En febrero, Fernando II concedió la Constitución. Con motivo de las cinco jornadas de Milán, Guacci constituyó un grupo de mujeres que se ocuparon de la suscripción de aquellos que partían de Nápoles para prestar ayuda a los lombardos. Los eventos de mayo y la decepción, afectaron negativamente a Maria Giuseppa que, por la preocupación durante la espera de sus familiares, en Nápoles mientras empeoraba la represión, perdió la voz a causa de una tracheítis, que al empeorar la llevó a la muerte el 25 de noviembre de1848.

## Obras
Las obras de Maria Giuseppa Guacci Nobile se pueden principalmente subdividir en composiciones poéticas (el grupo más numeroso), escritos históricos y escritos sobre la educación.
- G. Aiello, Sobre las rimas de M. Giuseppa Guacci, en Discurso de historia y literatura, Nápoles, Tip. de la Todavía, 1850, pp. 91–105
- De las mujeres ilustres italianas del XII al XIX siglo, Roma, s.a., p. 343
- C. Antona#-Traveses, Nuevos estudie literarios, Milán, Bartolotti, 1889, pp. 407–423
- P. Ardito, Rimas de la Guacci, Nápoles, Morano, 1882
- A. Balzerano, Giuseppina Guacci Noble en la vida, en la arte, en la historia del Risorgimento, Cantera de los Tirreni, De Mauro, 1975
- Poetas y escritoras, a cura de M. Bandini Buti, Milán, Ist. Y. Italiano, 1946, s.VI, vol. LOS, pp. 316–317
- N. Bellucci, Enfrente leopardiani en la obra de Maria Giuseppa Guacci Noble, en Literatura y crítica. Estudie en honor de Natalino Sapegno, Roma, Bulzoni 1974, pp. 493–527
- G. Casati, Diccionario de los escritores de Italia, Milán, 1925, vol. III, p. 238
- G. Carducci, Poetas y figuras del Risorgimento, Bolonia, Zanichelli 1937, vol. XIX, p. 249
- Y. Cione, Nápoles romántica 1830#-1840, Nápoles, Morano, 1957, pp. 245–248
- L. Codemo, Páginas familiarizadas, artísticas, ciudadanas (1750#-1856), #Venecia, Visentini, 1875, pp. 284–294
- Y. Comba, Mujeres ilustres italianas propuestas a ejemplo de las giovinette, Turín, Tip. Favole, 1872, pp. 122–124
- G. Corniani, I siglos de la literatura italiana, Turín, 1855, vol. VIII, pp. 284–287

## Otros proyectos
- Wikisource contiene una página dedicata a Maria Giuseppa Guacci
- Wikiquote contiene citazioni di o su Maria Giuseppa Guacci

- Datos: Q15143070